# ماورو أرامباري
ماورو أرامباري (بالإسبانية: Mauro Arambarri) (30 سبتمبر 1995 بسالتو في الأوروغواي - ) هو لاعب كرة قدم أوروغواني في مركز الوسط. شارك مع منتخب الأوروغواي تحت 20 سنة لكرة القدم. أما مع النوادي، فقد لعب مع ديفينسور سبورتينغ ونادي خيتافي.

## وصلات خارجية
- ماورو أرامباري على موقع الاتحاد الدولي (مؤرشف)  (الإنجليزية)
- ماورو أرامباري على موقع قاعدة بيانات كرة القدم.إي يو (الإنجليزية)
- ماورو أرامباري على موقع ناشيونال فوتبول تيمز (الإنجليزية)
- ماورو أرامباري على موقع Soccerway.com (الإنجليزية)
- ماورو أرامباري على موقع عالم كرة القدم.نت (الإنجليزية)
- ماورو أرامباري على موقع AS.com (الإسبانية)